# Односи Србије и Авганистана
Односи Србије и Авганистана су инострани односи Републике Србије и Исламске Републике Авганистана.

## Билатерални односи
Дипломатски односи са Авганистаном су успостављени 1954. године.
Амбасада Републике Србије у Њу Делхију (Индија) радно покрива Авганистан.

### Посете
- Званична посета председника Републике Авганистан Мохамеда Дауда СФР Југославији од 21.2. до 23.2.1978.
- Председник СФРЈ Ј.Б.-Тито био је у званичној посети Краљевини Авганистан од 7.1. до 10.1.1968.
- Авганистански шах Мохамед Захир боравио је од 31.10. до 7.11.1960. у званичној посети ФНРЈ.

### Економски односи
- У 2021. години робна размена заснивала се готово у потпуности (више од 99%) на извозу из Р. Србије и вредела је 2,18 милиона долара.
- У 2020. години робна размена заснивала се на извозу из Р. Србије у износу од 3,29 милиона долара.
- У 2019. години робна размена заснивала се на извозу из Р. Србије у износу од 1,92 милиона долара.[3]

### Дипломатски представници

#### У Београду
- Анахита Ратебзад, амбасадор, 1978—1980.
- Мохамад Амин Етемади, амбасадор
- Мухамед Фаранг, амбасадор, 1972—1974.
- Атаула Зиа, амбасадор, 1970—
- Абдул Разул, амбасадор
- Абдул Табиби, амбасадор, 1964—1965.
- Мохамад Ареф, амбасадор, 1960—

#### У Кабулу
- Бејто Новобрдали, амбасадор, 1982—
- Богдан Малбашић, амбасадор, 1978—1982.
- Борислав Самоников, амбасадор, 1974—1978.
- Војимир Шобајић, амбасадор, 1969—1973.
- Иван Мирошевић Сорго, амбасадор, 1964—1969.
- Петар Ивковић, амбасадор, 1960—1964.